# HD 185264
HD 185264，又名BD+49 3059，SAO 31804、HR 7465，是一颗恒星，视星等为6.52，位于銀經82.65，銀緯13.93，其B1900.0坐标为赤經19h 33m 15.1s，赤緯+50° 13.93′ 51″。